# Toqtamış Giray
Toqtamış Giray, född okänt år, död 1608, var Krimkhanatets khan 1607–1608. 